# Villa Amalia (film)
Villa Amalia è un film franco-svizzero del 2009 diretto da Benoît Jacquot.
Il film si basa sul romanzo omonimo del 2006 scritto da Pascal Quignard.